# Вичене (Кјети)
Вичене (итал. Vicenne) је насеље у Италији у округу Кјети, региону Абруцо.
Према процени из 2011. у насељу је живело 152 становника. Насеље се налази на надморској висини од 309 м.